# Uruguay en los Juegos Olímpicos de Melbourne 1956
Uruguay estuvo representado en los Juegos Olímpicos de Melbourne 1956 por un total de 21 deportistas masculinos que compitieron en 5 deportes.

## Medallistas
El equipo olímpico uruguayo obtuvo las siguientes medallas:
| Nombre | Deporte    | Competición |
| ------ | ---------- | ----------- |
| Oro    |            |             |
| —      |            |             |
| Plata  |            |             |
| —      |            |             |
| Bronce |            |             |
| Equipo | Baloncesto | Torneo M    |